# えさし藤原の郷
えさし藤原の郷（えさしふじわらのさと）は岩手県奥州市江刺にある平安時代を題材とするテーマパーク。
奥州藤原氏の歴史を顕彰しながら、古代から中世にかけての東北の歴史文化を体感できる。NHK大河ドラマのロケ地として知られる。

## 概要
1993年（平成5年）7月4日、開園。同年に放送されたNHK大河ドラマ第32作・『炎立つ（ほむらたつ）』の撮影の為に作られた大規模オープンセットで、撮影終了後も存続できるような歴史公園として整備された。施設側の公表によれば総面積6万5百坪。園内の一部施設で建造過程を記録した当時のVTRが流されている事がある。
奥州藤原氏の祖先である藤原経清と、平泉を創設した奥州藤原氏初代・清衡が居住した豊田館跡付近に造られた。
平安建築群が再現されたテーマパークとしては日本唯一であり、多くのドラマ撮影の舞台となっていることから「みちのくのハリウッド」とも呼ばれる。

## 主な施設
- 天空館
- 義経屋敷
- 政庁
- 義経持仏堂

- 経清館
- 清衡館
- 安宅関
- 中村の郷

- アラハバキ
- 城柵ゾーン
- 金色堂

- 伽羅御所（国内唯一の寝殿造建築）
- 無量光院（縮尺1/4）
- 町並み

- ロケ資料館
- えさし郷土文化館
- お休み処 えさし藤原の郷

### ギャラリー

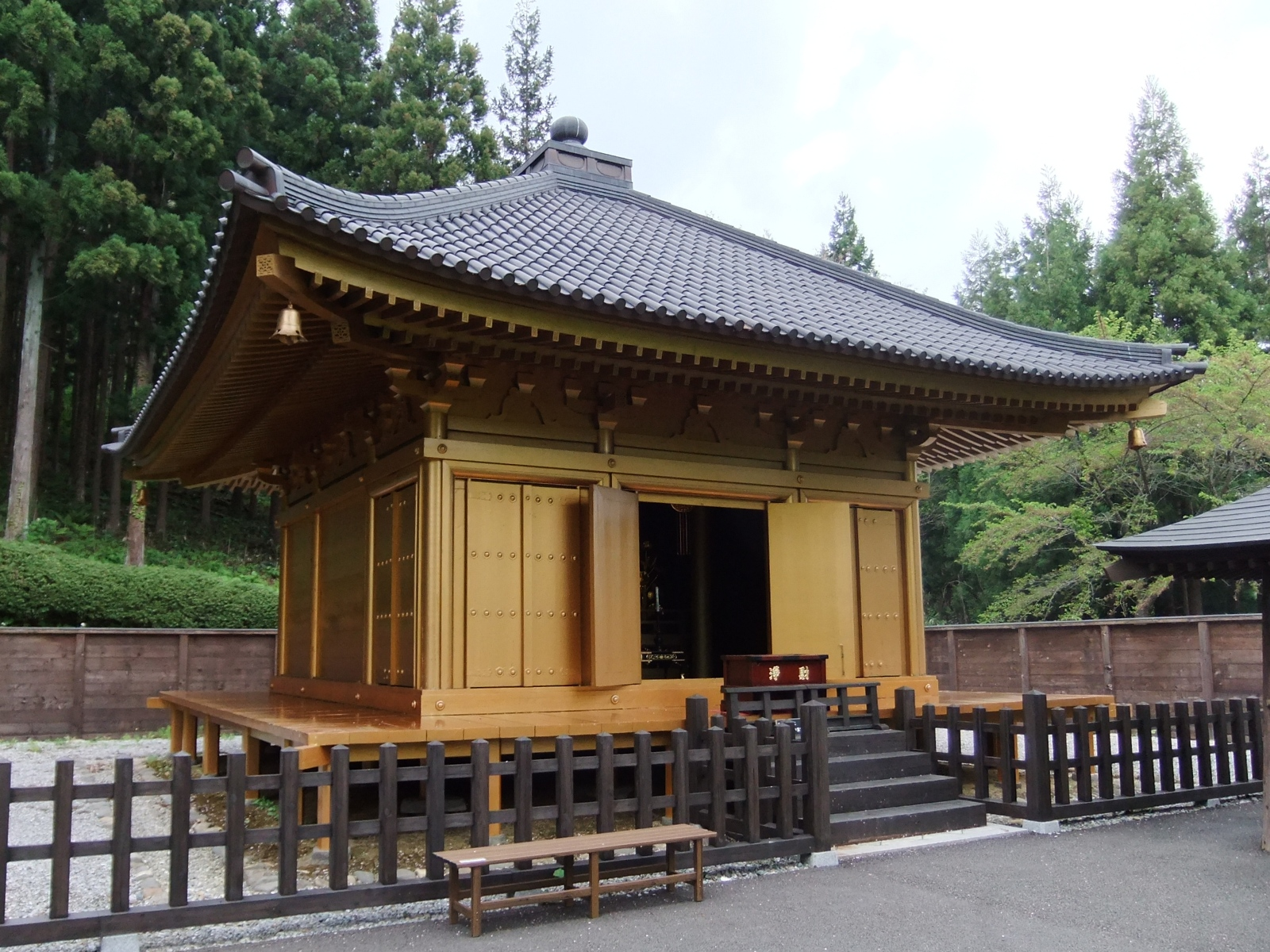
金色堂
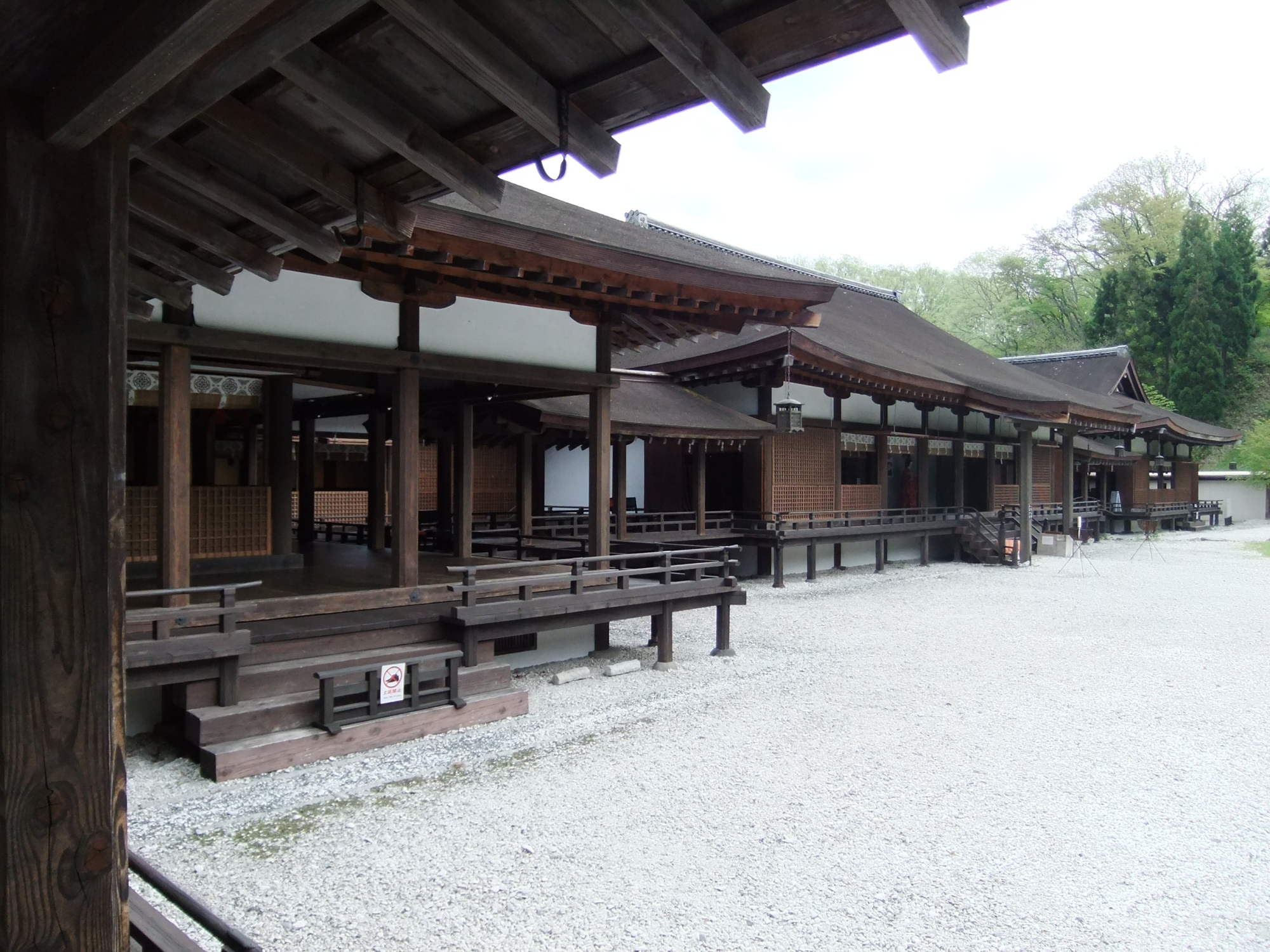
伽羅御所
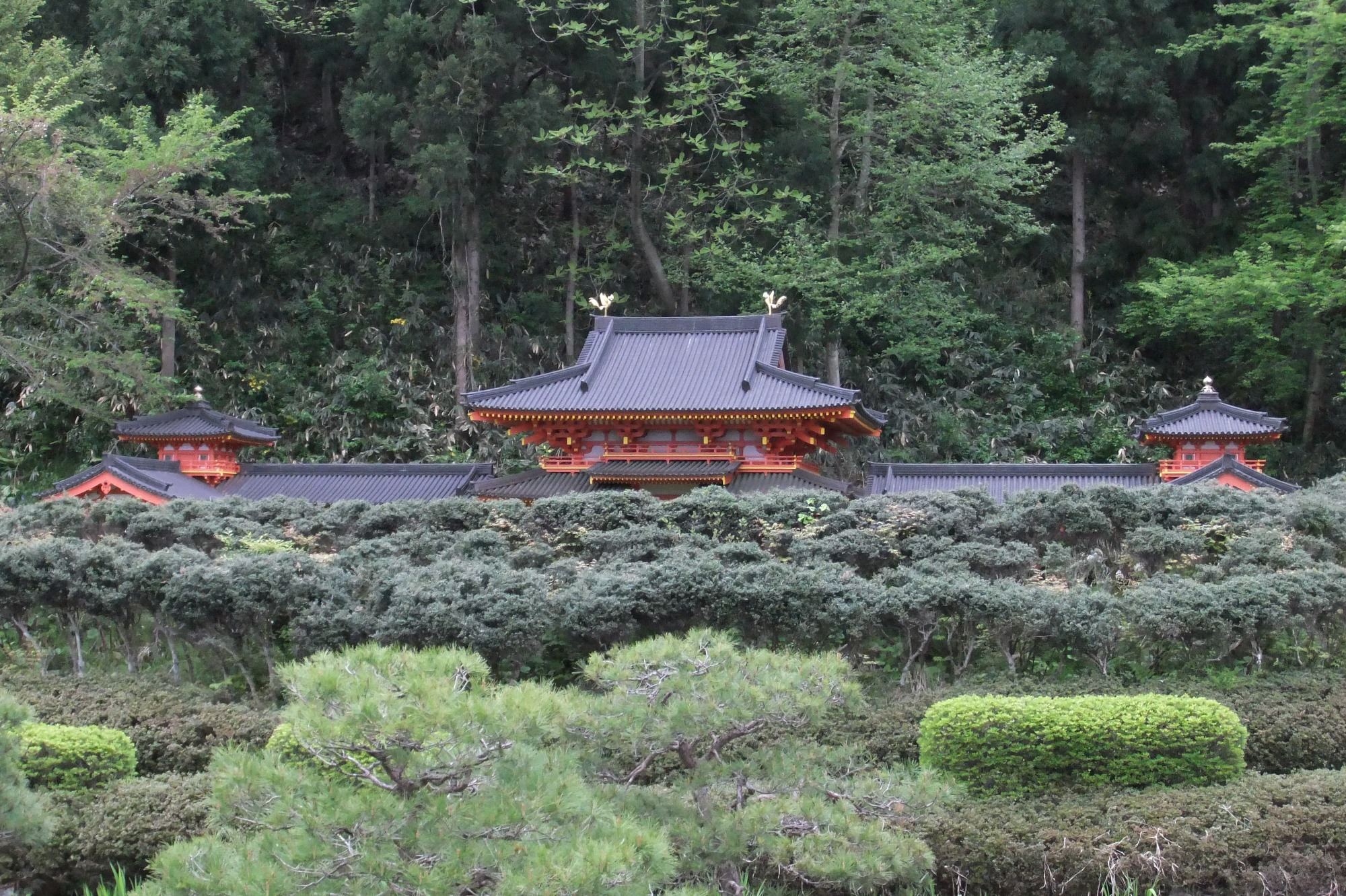
無量光院

## 主なロケ実績
- 炎立つ
- 五右衛門
- 花の乱
- 秀吉
- 毛利元就
- 風のかたみ
- 織田信長 天下を取ったバカ
- けろりの道頓

- 五条霊戦記
- あさきゆめみし
- 宮本武蔵
- 北条時宗
- 陰陽師（NHK）
- 陰陽師（東宝映画）
- 利家とまつ〜加賀百万石物語〜
- 陰陽師II

- 時空警察捜査一課3
- 義経
- 里見八犬伝
- 風林火山
- 天地人
- 母恋ひの記
- 禅 ZEN（角川映画）
- TAJOMARU

- 龍馬伝
- run for money 逃走中
- 平清盛
- 一休さん
- 火怨・北の英雄 アテルイ伝
- 軍師官兵衛
- 陰陽師（テレビ朝日）
- 真田丸
- おんな城主 直虎
- 麒麟がくる
- 映画刀剣乱舞 -黎明-
- 首
- 光る君へ

など。
※地元では江刺エキストラの会が組織され、幅広い年齢層が登録されている。活動内容は市広報にも掲載される。
- 奥州市ロケ推進室 （フィルム・コミッション）

## 利用情報
- 休館日 - 年中無休
- 開園時間 - 9:00-17:00（冬期間11月1日-2月末日までは16:00閉園）
- 入場料 - 大人1000円（800円）、高校生800円（600円）、小・中学生500円（400円）。( )内は団体料金（10名以上）。障害者料金、えさし郷土文化館（隣接地）の入場セット券あり。

## 所在地
- 岩手県奥州市江刺岩谷堂字小名丸86-1 
  - 東北新幹線水沢江刺駅よりバスで約15分
  - 東北本線水沢駅よりバスで約40分
  - 水沢駅（約21分）・北上駅（約38分）より岩手県交通バス利用、「川原町」または「中町」下車、徒歩約15分。
  - 水沢駅（約22分）・北上駅（約39分）・仙台駅（高速仙台 - 江刺線）よりバス利用、江刺バスセンター下車、徒歩約20分または奥州市営バスまたはタクシー。

※鉄道利用で訪れる場合、駅からの路線バスもあるが便数が少ない為、送迎バスまたはタクシー利用が望ましく、また帰路も水沢江刺駅または水沢駅行きの路線バスの運行時間を予め確認しておく必要がある。